# Lew Jenkins
Pour les articles homonymes, voir Jenkins.
Lew Jenkins est un boxeur américain né le 4 décembre 1916 à Milburn, Texas, et mort le 30 octobre 1981 à Oakland, Californie.

## Carrière
Puncheur redoutable, il devient champion du monde des poids légers le 10 mai 1940 en battant au 3e round son compatriote Lou Ambers. Cette victoire modifie le comportement de Jenkins qui fait dès lors de nombreux excès hors des rings. Il s'ensuit de nombreuses défaites et la perte de son titre face à Sammy Angott le 19 décembre 1941.
Jenkins est ensuite incorporé aux troupes américaines lorsque les États-Unis entrent en guerre. Il participe aux débarquements en Afrique et en Europe (notamment au jour J sur les plages de Normandie). Après un retour manqué en boxe à la fin de la Seconde Guerre mondiale, il intègre la 2e division d'infanterie lors du conflit en Corée et sera décoré de la Silver Star après avoir sauvé la vie de plusieurs de ses camarades pris sous le feu ennemi.

## Distinctions
- Lew Jenkins est membre de l'International Boxing Hall of Fame depuis 1999.
- Il est décoré de la Silver Star par l'armée américaine.